# Demonax perdubius
Demonax perdubius là một loài bọ cánh cứng trong họ Cerambycidae.